# Angélica no rochedo
Angélica no rochedo (de Ingres) é uma pintura a óleo sobre tela realizada pelo artista francês Georges Seurat em 1878.